# Eriochrysis penelope
Eriochrysis penelope är en fjärilsart som beskrevs av Edward Meyrick 1937. Eriochrysis penelope ingår i släktet Eriochrysis och familjen säckspinnare. Inga underarter finns listade i Catalogue of Life.